# Supermarine Southampton
Le Supermarine Southampton était un hydravion biplan bimoteur de reconnaissance britannique des années 1920. Conçu par le constructeur britannique Supermarine Aviation Works, Ltd., il fut l'un des hydravions les plus réussis de l'entre-deux-guerres.

## Conception et développement
Le Southampton fut conçu par l'équipe de Reginald Mitchell, mieux connu pour avoir plus tard conçu le célèbre chasseur Spitfire. En raison du succès du Swan, le Ministère de l'Air britannique (Air Ministry) commanda directement six exemplaires de l'avion alors qu'il n'existait encore que sur les feuilles à dessin, ce qui reste un fait assez inhabituel dans l'histoire de l'aviation en général. Comme le Swan avait en quelque sorte servi de prototype, le développement du Southampton fut assez court.
Le Southampton était un hydravion à coque biplan bimoteur, avec des moteurs montés entre les deux ailes. Le Southampton Mk.I avait sa coque et ses ailes fabriquées en bois. Le Southampton Mk.II avait une coque métallique avec une simple épaisseur de duralumin (le Mk.I avait en bas deux parties en bois), ce changement offrant à l'avion un gain de masse à vide de 409 kg, qui fut converti en une augmentation d'autonomie d'environ 320 km. En 1929, 24 Mk.I furent convertis et reçurent des coques en métal plus récentes en remplacement des anciennes en bois. Quelques avions produits ultérieurement furent construits avec des ailes en métal, et furent probablement désignés Southampton Mk.III. Il y avait trois emplacement pour les mitrailleuses, un dans le nez, et deux dans le tiers arrière du fuselage. Chacun de ces postes de défense recevait une mitrailleuse Lewis Mark I de 7,7 mm (calibre .303 British).
Le premier vol d'un exemplaire de production fut effectué le 10 mars 1925, et les livraisons à la Royal Air Force démarrèrent dans le milieu de la même année.

## Carrière opérationnelle
Les Southamptons entrèrent en service au sein de la RAF en août 1925 avec la 480e escadrille (reconnaissance côtière) sur la base aérienne de Calshot (en). Au cours d'une série de vols de « présentation du drapeau », l'avion devint rapidement célèbre pour ses vols en formation sur de longues distances, le plus notable étant une expédition de 43 500 km en 1927 et 1928. Il fut effectué par quatre appareils du Far East Flight (« escadrille de l'Extrême Orient »), reliant Felixstowe, au Royaume-Uni, à Singapour via la Méditerranée et l'Inde.
D'autres Southamptons furent vendus à d'autres pays. Huit appareils neufs furent vendus à l'Argentine, la Turquie en achetant également six et l'Australie achetant deux anciens Mk.I de la RAF. Le Japon acheta également un exemplaire, qui fut plus tard converti en avion de ligne civil à 18 passagers. Un avion de la RAF fut loué pour une durée de trois mois à partir de décembre 1929 à la compagnie britannique Imperial Airways, avec l'immatriculation civile « G-AASH, afin de remplacer un Short Calcutta qui s'était écrasé sur la ligne de poste aérienne reliant Gênes à Alexandrie.
En tout, 83 exemplaires du Southampton furent construits, sans tenir compte du trimoteur Southampton Mk.X, qui lui était un prototype produit à un exemplaire.
Le Southampton servit également de base pour les essais de la société Saunders, qui fabriqua le Saunders A.14 pour tester et mettre au point ses techniques de fabrications d'hydravions à coque en métal.

## Versions
Les différentes versions de l'avion reçurent également des groupes propulseurs différents :
- Southampton Mk.I : Première version de l'avion, avec une structure intégralement en bois. Il était équipé de deux moteurs Napier Lion V et fut produit à 23 exemplaires[4] ;
- Southampton Mk.II : Deuxième version de l'avion, avec une structure en bois mais une coque en métal (duralumin). Il était équipé de deux Napier Lion Va, et fut produit à 39 exemplaires[5]. 24 Mk.I reçurent une coque métallique de Mk.II en 1929 ;
- Southampton Mk.III : Désignation probable d'un troisième version, recevant la coque en métal du Mk.II et y ajoutant des ailes à structure métallique ;
- Southampton Mk.IV : Désignation du prototype du futur Scapa.

Certains appareils utilisés pour des expérimentations reçurent également des moteurs en étoile Bristol Jupiter IX et des V12 Rolls-Royce Kestrel. Les appareils vendus à l'Argentine étaient équipés de moteurs Lorraine-Dietrich 12E, tandis que ceux vendus à la Turquie avaient des Hispano-Suiza 12Nbr de conception française.

## Utilisateurs

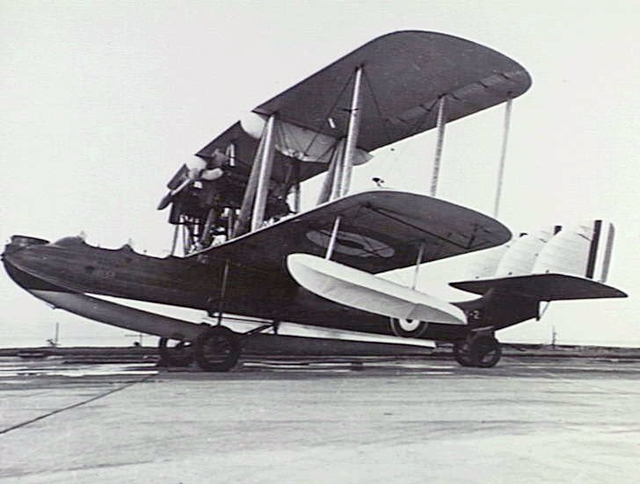
Un Southampton de la Royal Australian Air Force.

### Militaires
- Argentine :
  - Aviation navale argentine : 5 exemplaires à coque en bois et 3 exemplaires à coque en métal[4].
- Australie :
  - Royal Australian Air Force :
    - Escadron d'hydravions du No. 1 Flying Training School.
- Danemark :
  - Marine Royale Danoise.
- Empire du Japon :
  - Marine impériale japonaise : Un exemplaire pour expérimentation.
- Royaume-Uni :
  - Royal Air Force[6] :
    - No. 201 Squadron RAF ;
    - No. 203 Squadron RAF ;
    - No. 204 Squadron RAF ;
    - No. 205 Squadron RAF ;
    - No. 209 Squadron RAF ;
    - No. 210 Squadron RAF ;
    - No. 480 (Coastal Reconnaissance) Flight RAF.
- Turquie :
  - Armée de l'air turque : 6 exemplaires[3].

### Opérateurs civils
- Empire du Japon :
  - Japan Air Transport ;
  - Nippon Kokuyuso Kenkyujo.
- Royaume-Uni :
  - Imperial Airways.

## De nos jours
Le fuselage en bois restauré d'un Southampton Mk.I (le N9899) est actuellement exposé au Royal Air Force Museum London, au Royaume-Uni,.